# Phytoecia behen
Phytoecia behen là một loài bọ cánh cứng trong họ Cerambycidae.